# Chimaeroscypha
Chimaeroscypha is een monotypisch geslacht van schimmels uit de orde Helotiales. Het bevat alleen Chimaeroscypha echinatu. De familie is nog niet eenduidig bepaald (incertae sedis).